# Stars au grand air
Stars au grand air est une émission de télévision de divertissement musical diffusée en France entre le 10 janvier 2014 et le 11 novembre 2016.

## Principe de l'émission
Durant un weekend, quatre chanteurs et chanteuses interprètent une chanson de chaque autre artiste. Ils racontent également l'histoire de cette chanson autour d'une bonne table ou pendant des activités.
C'est une déclinaison de l'émission d'origine néerlandaise De beste zangers van Nederland créé par FTV Production B/V.
Cette émission est Produite par ALP (Franck Firmin-Guion / Julien Magne)  et DMLSTV (Anne Marcassus) et Réalisée par Sylvain Feldman

## Audience
| Date de diffusion                         | Invités       | Invités           | Invités      | Invités       | Invités         | Invités               | Invités        | Audiences | Téléspectateurs |
| ----------------------------------------- | ------------- | ----------------- | ------------ | ------------- | --------------- | --------------------- | -------------- | --------- | --------------- |
| 10 janvier 2014 (23:30-01:00)             | Amel Bent     | Alain Chamfort    | Bénabar      | Patrick Bruel |                 |                       |                | 18,7%     | 1 382 000       |
| 19 décembre 2014 (23:35-01:10) 1re partie | Michel Fugain | Christophe Willem | Alizée       | Patrick Fiori | Tina Arena      |                       |                | 11,6%     | 775 000         |
| 26 décembre 2014 (23:55-01:25) 2e partie  | Michel Fugain | Christophe Willem | Alizée       | Patrick Fiori | Tina Arena      | 14,7%                 | 555 000        |           |                 |
| 11 novembre 2016 (02:10-03:50) 1re partie | Vincent Niclo | Lio               | Élisa Tovati | Lââm          | Michèle Laroque | Jean-Baptiste Maunier | Joyce Jonathan | N/A       | N/A             |
| 11 novembre 2016 (03:50-05:10) 2e partie  | Vincent Niclo | Lio               | Élisa Tovati | Lââm          | Michèle Laroque | Jean-Baptiste Maunier | Joyce Jonathan | N/A       | N/A             |

## Chanson interprétées

### Émission du 10 janvier 2014
| Chanteur interprétant | Artistes                | Artistes               | Artistes                      | Artistes                  |
| --------------------- | ----------------------- | ---------------------- | ----------------------------- | ------------------------- |
|                       | Patrick Bruel           | Alain Chamfort         | Bénabar                       | Amel Bent                 |
| Amel Bent             | Qui a le droit          | Le temps qui court     | Le dîner                      | Les temps qui courent     |
| Alain Chamfort        | Lequel de nous          |                        | À la campagne                 | Ne retiens pas tes larmes |
| Bénabar               | Place des grands hommes | La fièvre dans le sang | La phrase qu'on n'a pas dites | Où je vais                |
| Patrick Bruel         | Dans ces moments-là     | Géant                  | Je suis de celles             | Ma philosophie            |

### Émission du 19 et 26 décembre 2014
Ce weekend est diffusé en 2 parties.
| Chanteur interprétant | Artistes                  | Artistes                 | Artistes            | Artistes            | Artistes            |
| --------------------- | ------------------------- | ------------------------ | ------------------- | ------------------- | ------------------- |
|                       | Michel Fugain             | Alizée                   | Christophe Willem   | Patrick Fiori       | Tina Arena          |
| Michel Fugain         | Amie, amour               | Moi, Lolita              |                     | Elle                |                     |
| Alizée                | Fais comme l'oiseau       |                          | Double je           | Sans bruit          | Les trois cloches   |
| Christophe Willem     | Jusqu'à demain peut -être | Idéaliser                | Je rejoins la scène | 4 mots sur un piano | Aller plus haut     |
| Patrick Fiori         | Chaque jour de plus       | À cause de l'automne     | Jacques a dit       |                     | Je m'appelle Bagdad |
| Tina Arena            | Je n'aurai pas le temps   | Seulement pour te plaire | Sunny               | Que tu reviennes    | Still Running       |

### Émission du 11 novembre 2016
Ce week-end est diffusé en 2 parties.

Dans ce week end, Vincent Niclo interprète Bésame mucho de  Consuelo Velázquez, et Le blues du businessman de Claude Dubois. Et Joyce Jonathan interprète Résite de France Gall.

## Fiche technique
- Producteur : Anne Marcassus et Franck Firmin-Guion
- Producteur artistique : Julien Magne
- Chef de projet : Capucine Maros
- Réalisateur : Sylvain Feldman
- Rédactrice en chef : Marlène Motto
- Conseiller artistique : Jean-Philippe Lemonnier
- Programmation : Yves Mayet
- Arrangements musicaux : David Berland
- Directrice production ALP : Aline Bonnefoy
- Chargée production : Fanny Enard
- Journaliste : Hortense Myotte puis Elsa Chausse
- Collaborateur artistique : Geoffroy Donin de Rosière
- Musiciens : Franck Bedez, Yannick Chouillet, Michel Amsellem et Miwa Rosso puis Edouard Algayon, Michel Amsellem et Guillaume Latil
- Backliner : Mathieu Nguyen puis Laurent Jourdain
- Assistant réalisateur : Clément Reboussin
- Images : Eric Chouard, Olivier Corre, Cécilia Lerer et Virigile Sanchez puis Sylvain Bunel, Eric Chouard, Stéphanne d'Aguanno, Stéphane Rauch et Laurent Siekierka
- Son : Pierre Buisson, Emmanuel David, Christian Brigant et Clémence Le Piouff puis Pierre Buisson, Emmanuel David, Francis Dumas, Guillaume Germain et Jean-Stéphane Mostachi
- Directeur de la photographie : Romain Selingé
- Chef électricien : Robert Alix
- Électriciens : Jean-Pascal Czap, Vinot Ramsamy et Régis Le Fleur puis Christophe Cazalens, Régis Le Fleur et Brahim Ouchène
- Maquilleuses / Coiffeuses : Loriana Cartier, Sandrine Glacet et Cindy Thudor
- Régie Générale : Rosiata Cannata, Olivier Barges, Maël Guilcher, Roman Jeanneau et Camille Painvin puis Rosita Cannata, Charles Miambanzila, Olivier Barges et Quentin Theron
- Directeur Technique : Josselin Morelli
- Assistante Vidéo : Charles-Alban Meton et Anouk Tourlière puis Anouk Tourlière
- Chargé de post-production : Jérome Jaudouin
- Assistant de postproduction : Guillaume Pessin
- Montage : Stéphanie Pelletier, Bertrand Molle, David Perrot, Juliette Orcel, Hamed Oukil, Olivier Montoro et Guillaume Pessin puis Olivier Noblet
- Étalonnage : Vincent Magescas
- Mixage : Pierre Buisson et Pascal Wuyts puis Pierre Buisson, Julien Campuzano et Fabien Lacrouts Cazenave
- Voix off : Célia Charpentier puis Patrick Kuban
- Documentaliste : Anne Galois puis Liliane Zerkri
- Habillage et Musique Originale : Agence télévision, Tatoo Music et Matt Mather
- Moyens techniques : Planipress, Vantage, DuShow, DCA, Lumex, Eye-lite, Eliote et Audio W puis Planipress, BBS-TV, DuShow, Tapages, Lumex, Eliote et Sky-Shoot
- Développement ALP : Delphine Plantive et Thomas Recayte
- Responsable des Relations Presse ALP : Stéphanie Clémente
- Communication TF1 : Romuald Ferrer
- Direction des Programmes de Flux TF1 : Mathieu Vergne et Perrine Lefevre puis Mathieu Vergne et Clara Oudy

## Statut
En juillet 2014, Télé Loisirs annonce le tournage et le retour de Stars au grand air avec Alizée, Christophe Willem, Patrick Fiori, Michel Fugain et Tina Arena après de bonnes audiences en janvier 2014. Suivi d'un deuxième groupe composé de Élisa Tovati, Michèle Laroque, Joyce Jonathan et Vincent Niclo. D'autre artistes devraient participer à cette émission comme Michaël Youn, Julien Doré et Florent Pagny.
En octobre 2016, après avoir connu un sérieux revers d'audience à la suite de la deuxième diffusion de l'émission en décembre 2014, TF1 décide de diffuser le troisième et dernier épisode, tourné en 2014, le 11 novembre 2016 en pleine nuit. On parle ailleurs d'un éventuel retour sur la TNT.